# Estación Caraguatay
Caraguatay era una estación de ferrocarril ubicada en la localidad de Caraguatay, provincia de Santa Fe, Argentina.
La estación fue habilitada el 18 de noviembre de 1913 por el Ferrocarril Provincial de Santa Fe. Toma el nombre de un pequeño arroyo en sus cercanías que en lengua guaraní significa "pequeño cardo".

## Servicios
No presta servicios de pasajeros, ni de cargas. Sus vías correspondían al Ramal F14 del Ferrocarril General Belgrano.